# Gymnangium tubuliferum
Gymnangium tubuliferum är en nässeldjursart som först beskrevs av V.S. Bale 1914.  Gymnangium tubuliferum ingår i släktet Gymnangium och familjen Aglaopheniidae. Inga underarter finns listade i Catalogue of Life.